# 린먀오커
린먀오커(임묘가, 중국어: 林妙可, 병음: Lín Miàokě, 1999년 7월 1일 ~ )는 중국의 배우이다. 2008년 하계 올림픽 개회식에서 조국을 향한 노래를 립싱크하여 논란이 일기도 하였다.